# Шейхализадехангях, Марьям
Марьям Шейхализадехангях (азерб. Məryəm Şeyxəlizadəxangah, перс. مریم شیخ‌علیزاده‎; род. 18 июля 2004, Тегеран) — азербайджанская пловчиха иранского происхождения. Участница летнего Европейского юношеского Олимпийского фестиваля 2019 в Баку, чемпионата Европы 2020 года в Будапеште и Олимпийских игр 2020 в Токио.

## Биография
Марьям Шейхализадехангях родилась 18 июля 2004 года в столице Ирана, городе Тегеран. Плаванием занимается с 5 лет. В 2019 году сменила гражданство и стала выступать за Азербайджан.
В июле 2019 года Марьям Шейхализадехангях в составе сборной Азербайджана прошла в финал в плавании баттерфляем на 100 м на летнем Европейском юношеском Олимпийском фестивале 2019 в Баку, придя к финишу за 1 минуту 1,51 секунды, заняв 5-е место в заплыве и показав 8-е время. В финале она пришла к финишу за 1 минуту 0,95 секунды и заняла 6-е место.

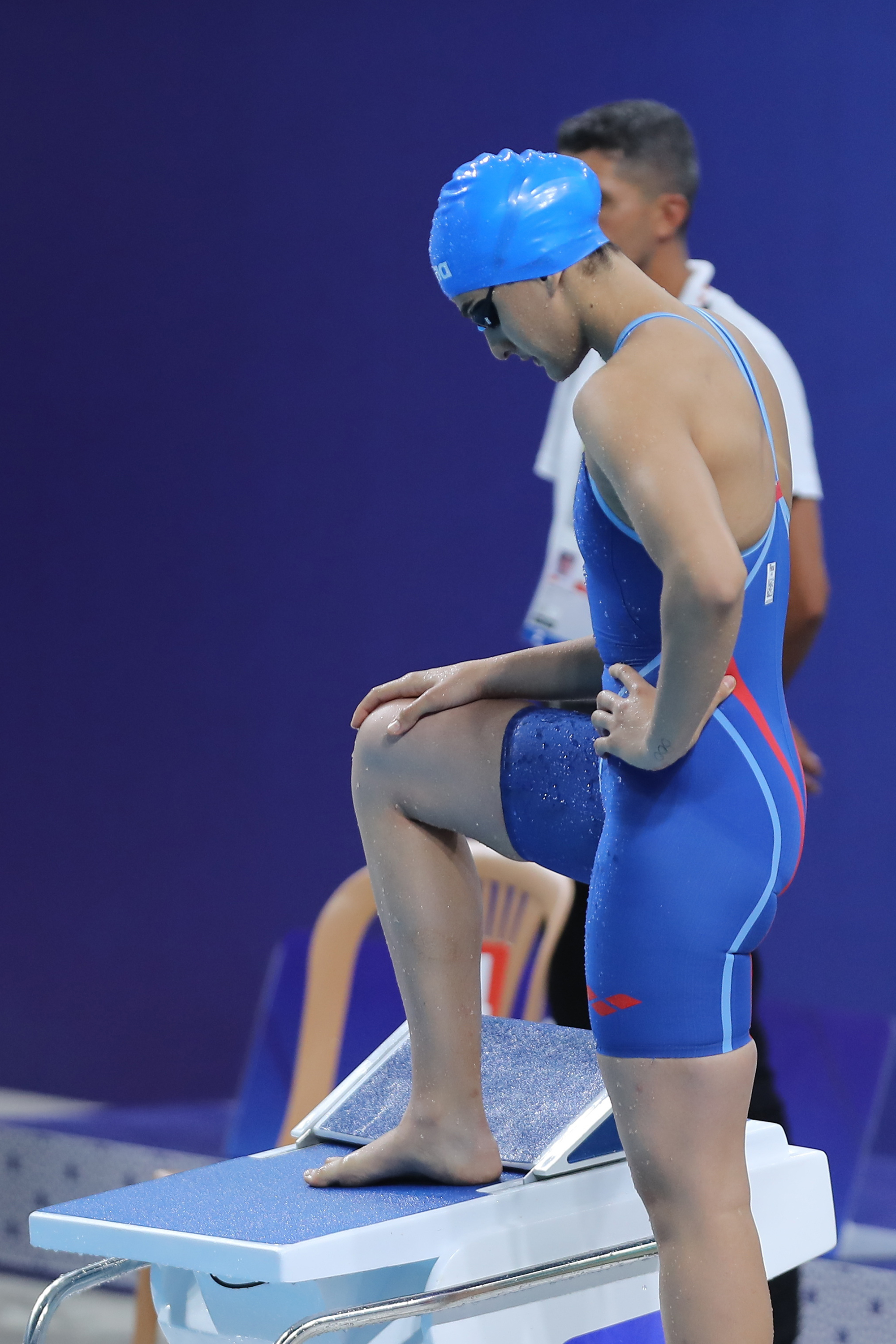
На V Играх исламской солидарности в Конье

В марте 2021 года на прошедшем в Риге лицензионном турнире «Latvian Open 2021» Марьям Шейхализадехангях завоевала бронзовую медаль в плавании баттерфляем на 100 м.
В начале июля 2021 года Шейхализадехангях получила получила «уайльд-карту» от Международной федерации и право выступать на летних Олимпийских играх 2020 в Токио в плавании на 100 метров баттерфляем. Шейхализадехангях стала также самым молодым членом олимпийской сборной Азербайджана на этих Играх. В этом же месяце Шейхализадехангях пробилась в финал чемпионата Европы среди юниоров в Риме, на котором в плавании на 50 метров баттерфляем заняла 7-е место.
На первой для себя Олимпиаде в Токио Шейхализадехангях проплыла 100 метров баттерфляем за 1:01,37 мин. и заняла первое место в своей группе среди трёх участниц. В итоговом же протоколе она заняла 30-е место среди 33-х участниц и не прошла в полуфинал.
Владеет азербайджанским, английским и персидским языками.